# Midget Tossing
Midget Tossing es el álbum debut de la banda estadounidense Yellowcard. Cuenta con 11 canciones en las cuales puede apreciarse el "viejo sonido" de esta banda el cual se asimilaba más al punk rock, que al pop punk que los caracterizaría. Tanto las voces como los instrumentos suenan con mucha más agresividad que en posteriores discos. Fue relanzado el 2008, cuando la formación original de la banda, con el ex vocalista principal y líder original Ben Dobson y el ex guitarrista Todd Clarry incluidos, se juntó para hacer un show en vivo y "promocionar" este disco. Sean Mackin es invitado a interpretar en algunas canciones de la banda, pero no era considerado como un miembro oficial de Yellowcard en ese entonces.

## Lista de canciones
1. "2 Quarts" - 3:00
2. "Possessions" - 1:55
3. "Sue" - 2:24
4. "American't" - 3:00
5. "Uphill Both Ways" - 3:58
6. "Me First" - 3:48
7. "For the Longest Time" - 1:38
8. "Get Off the Couch" - 2:46
9. "Interlewd" - 1:46
10. "Someday" - 3:53
11. "Goodbye" - 6:17

## Miembros
- Ben Dobson - Voz
- Todd Clarry - Guitarra rítmica y Coros
- Ben Harper - Guitarra líder
- Warren Crooke - Bajo
- Longineu Parsons - Batería

- Datos: Q769292